# Black Star Riders
Black Star Riders is een Amerikaanse rockband, geformeerd in 2012.

## Bezetting
Huidige bezetting
- Ricky Warwick (zang, gitaar)
- Scott Gorham (gitaar)
- Christian Martucci (gitaar, sinds 2019)
- Chad Szeliga (drums, sinds 2017)
- Robbie Crane (basgitaar, sinds 2014)

Voormalige leden
- Marco Mendoza (basgitaar, tot 2014)
- Jimmy DeGrasso (drums, tot 2017)
- Damon Johnson (gitaar, tot 2019)

## Geschiedenis
In 2012 besloten Scott Gorham, Damon Johnson, Marco Mendoza en zanger Ricky Warwick, toentertijd allen lid van de band Thin Lizzy, nieuwe nummers op te nemen. Maar aangezien de andere twee leden van Thin Lizzy, Darren Wharton en Brian Downey niet wilden deelnemen en uit respect voor wijlen Phil Lynott, besloten de zes in december 2012 om de band Black Star Riders te vormen. Hoewel het nu onder Black Star Riders speelt, zou dit niet het einde van Thin Lizzy moeten betekenen. Thin Lizzy moet blijven bestaan, of het nu gaat om individuele shows of in de vorm van Thin Lizzy-klassiekers die op individuele shows worden gespeeld.
De Black Star Riders werden gecontracteerd door Nuclear Blast Records en speelden met de bezetting Gorham en Johnson op leadgitaar, Mendoza op bas, Warwick als zanger en gitarist en met Jimmy DeGrasso op drums, tot Mendoza in 2014 vertrok. De bassist Marco Mendoza werd vervangen door Robbie Crane (voormalig lid van Ratt, Vince Neil en Lynch Mob). Het debuutalbum All Hell Breaks Loose werd in 2013 uitgebracht bij Nuclear Blast Records en bevat 12 nummers, waaronder een bonusnummer voor een speciale cd-editie. Het album werd geproduceerd door Kevin Shirley in Los Angeles, de eerste single was Bound for Glory.
The Black Star Riders speelden hun eerste concert op 30 mei 2013 in Milton Keynes. Er volgden optredens op het Hi Rock Festival, het Sweden Rock Festival, het Download Festival en een Europese tournee met 39 shows. Eind 2013 maakte de band bekend dat ze aan hun tweede album werkten. De publicatie was gepland voor 2015. Frontman Joe Elliott van Def Leppard produceerden het album niet, zoals oorspronkelijk aangekondigd, maar Nick Raskulinecz.

## Discografie

### Singles
- 2013: Bound for Glory (Nuclear Blast)
- 2013: Hey Judas (Nuclear Blast)
- 2013: Kingdom of the Lost (Nuclear Blast)

### Albums
- 2013:	All Hell Breaks Loose
- 2015:	The Killer Instinct
- 2017:	Heavy Fire
- 2019:	Another State of Grace